# Natação no Campeonato Mundial de Esportes Aquáticos de 2023 - 200 m livre masculino

A disputa na modalidade 200 metros livre masculino de Natação no Campeonato Mundial de Esportes Aquáticos de 2023 fora realizada nos dias 24 e 25 de julho de 2023 na Marine Messe Fukuoka em Fukuoka, no Japão. Ao todo, 72 nadadores de 64 Comitês Olímpicos Nacionais estavam previstos para participarem do evento.

## Formato da competição
A competição consiste em três rodadas: eliminatórias, semifinais e final. Os nadadores com os 16 melhores tempos nas baterias preliminares avançam as semifinais. Já os nadadores com os 8 melhores tempos nas semifinais avançam a final. Desempates (swim-offs) são utilizados conforme necessário para quebrar os empates de avanço a próxima rodada.

## Calendário
Todos os horários estão na Hora legal japonesa (UTC+9).
| Data                | Horário | Fase          |
| ------------------- | ------- | ------------- |
| 24 de julho de 2023 | 11:27   | Eliminatórias |
| 24 de julho de 2023 | 21:11   | Semifinais    |
| 25 de julho de 2023 | 20:02   | Final         |

## Recordes
Antes desta competição, os recordes mundiais e do campeonato nesta prova eram os seguintes:
| Tipo                  | Atleta          | Tempo     | Local | Data                |
| --------------------- | --------------- | --------- | ----- | ------------------- |
|                       | Paul Biedermann | 1m 42s 00 | Roma  | 28 de julho de 2009 |
| Recorde do campeonato | Paul Biedermann | 1m 42s 00 | Roma  | 28 de julho de 2009 |

## Medalhistas
| Ouro                         | Prata                   | Bronze                        |
| Matt Richards · Grã-Bretanha | Tom Dean · Grã-Bretanha | Hwang Sun-woo · Coreia do Sul |

## Resultados

### Eliminatórias
As eliminatórias foram realizadas no dia 24 de julho com início às 11:27.
| Pos. | Bateria | Raia | Nadador                | CON                             | Tempo   | Notas |
| ---- | ------- | ---- | ---------------------- | ------------------------------- | ------- | ----- |
| 1    | 7       | 3    | Luke Hobson            | Estados Unidos                  | 1:45.69 | Q     |
| 2    | 8       | 5    | Matt Richards          | Reino Unido                     | 1:45.82 | Q     |
| 3    | 8       | 4    | David Popovici         | Roménia                         | 1:45.86 | Q     |
| 4    | 7       | 5    | Tom Dean               | Reino Unido                     | 1:46.02 | Q     |
| 5    | 7       | 2    | Lee Ho-joon            | Coreia do Sul                   | 1:46.21 | Q     |
| 6    | 6       | 3    | Kieran Smith           | Estados Unidos                  | 1:46.38 | Q     |
| 7    | 7       | 1    | Lucas Henveaux         | Bélgica                         | 1:46.40 | Q     |
| 8    | 6       | 5    | Katsuhiro Matsumoto    | Japão                           | 1:46.44 | Q     |
| 9    | 6       | 6    | Fernando Scheffer      | Brasil                          | 1:46.45 | Q     |
| 10   | 8       | 3    | Felix Auböck           | Áustria                         | 1:46.48 | Q     |
| 11   | 6       | 4    | Pan Zhanle             | China                           | 1:46.49 | Q     |
| 12   | 6       | 8    | Alexander Graham       | Austrália                       | 1:46.58 | Q     |
| 13   | 6       | 2    | Marco De Tullio        | Itália                          | 1:46.69 | Q     |
| 13   | 7       | 4    | Hwang Sun-woo          | Coreia do Sul                   | 1:46.69 | Q     |
| 13   | 8       | 7    | Rafael Miroslaw        | Alemanha                        | 1:46.69 | Q     |
| 16   | 8       | 6    | Antonio Djakovic       | Suíça                           | 1:46.70 | Q     |
| 17   | 8       | 2    | Danas Rapšys           | Lituânia                        | 1:46.87 |       |
| 17   | 8       | 8    | Hadrien Salvan         | França                          | 1:46.87 |       |
| 19   | 6       | 0    | Jorge Iga Cesar        | México                          | 1:46.89 |       |
| 20   | 6       | 7    | Kai Taylor             | Austrália                       | 1:46.94 |       |
| 21   | 7       | 7    | Denis Loktev           | Israel                          | 1:47.08 |       |
| 22   | 8       | 9    | Robin Hanson           | Suécia                          | 1:47.09 |       |
| 23   | 8       | 1    | Nándor Németh          | Hungria                         | 1:47.11 |       |
| 24   | 6       | 1    | Stefano di Cola        | Itália                          | 1:47.27 |       |
| 25   | 5       | 3    | Kamil Sieradzki        | Polónia                         | 1:47.34 |       |
| 26   | 5       | 6    | Alfonso Mestre         | Venezuela                       | 1:47.36 |       |
| 27   | 5       | 5    | Velimir Stjepanović    | Sérvia                          | 1:47.93 |       |
| 28   | 7       | 9    | Kregor Zirk            | Estónia                         | 1:48.00 |       |
| 29   | 8       | 0    | Roman Fuchs            | França                          | 1:48.13 |       |
| 30   | 5       | 4    | Khiew Hoe Yean         | Malásia                         | 1:48.18 |       |
| 31   | 7       | 0    | Dimitrios Markos       | Grécia                          | 1:48.84 |       |
| 32   | 7       | 8    | Hong Jinquan           | China                           | 1:48.93 |       |
| 33   | 5       | 1    | Glen Lim Jun Wei       | Singapura                       | 1:49.13 |       |
| 34   | 6       | 9    | Luis Dominguez Calogne | Espanha                         | 1:49.28 |       |
| 35   | 5       | 2    | Jovan Lekić            | Bósnia e Herzegovina            | 1:49.54 |       |
| 36   | 4       | 5    | Joaquín Vargas         | Peru                            | 1:49.85 |       |
| 37   | 4       | 1    | Frantisek Jablcnik     | Eslovênia                       | 1:50.61 |       |
| 38   | 4       | 3    | Santiago Corredor      | Colômbia                        | 1:50.68 |       |
| =39  | 4       | 2    | Pit Brandenburger      | Luxemburgo                      | 1:51.27 |       |
| =39  | 4       | 4    | Wesley Roberts         | Ilhas Cook                      | 1:51.27 |       |
| 41   | 5       | 7    | Zac Reid               | Nova Zelândia                   | 1:51.66 |       |
| 42   | 4       | 8    | Omar Abbass            | Síria                           | 1:52.11 |       |
| 43   | 5       | 8    | Dulyawat Kaewsriyong   | Tailândia                       | 1:52.24 |       |
| 44   | 4       | 6    | Righardt Muller        | África do Sul                   | 1:52.25 |       |
| 45   | 3       | 2    | Loris Bianchi          | San Marino                      | 1:53.10 |       |
| 46   | 5       | 0    | Hoàng Quý Phước        | Vietname                        | 1:53.67 |       |
| 47   | 4       | 0    | Pavel Alovatki         | Moldávia                        | 1:54.19 |       |
| 48   | 5       | 9    | Baturalp Ünlü          | Turquia                         | 1:54.56 |       |
| 49   | 3       | 4    | Matheo Mateos          | Paraguai                        | 1:54.67 |       |
| 50   | 3       | 3    | Sauod Alshamroukh      | Kuwait                          | 1:54.77 |       |
| 51   | 4       | 9    | Alberto Vega           | Costa Rica                      | 1:55.07 |       |
| 52   | 3       | 6    | Henrique Mascarenhas   | Argélia                         | 1:55.09 |       |
| 53   | 3       | 0    | Monyo Maina            | Federação suspensa              | 1:55.28 |       |
| 54   | 1       | 3    | Artur Barseghyan       | Armênia                         | 1:55.69 |       |
| 55   | 2       | 0    | Lin Sizhuang           | Macau                           | 1:55.87 |       |
| 56   | 3       | 1    | Mauricio Arias         | República Dominicana            | 1:55.90 |       |
| 57   | 4       | 7    | Simon Doueihy          | Líbano                          | 1:55.96 |       |
| 58   | 2       | 8    | Mahmoud Abu Garbieh    | Palestina                       | 1:56.37 |       |
| 59   | 2       | 4    | Nasir Yahya Hussain    | Nepal                           | 1:57.26 |       |
| 60   | 3       | 7    | Ado Gargovic           | Montenegro                      | 1:57.81 |       |
| 61   | 3       | 8    | Clinton Opute          | Nigéria                         | 1:57.92 |       |
| 62   | 2       | 6    | Justino Pale           | Moçambique                      | 1:58.32 |       |
| 63   | 2       | 2    | Muhammad Siddiqui      | Paquistão                       | 1:58.36 |       |
| 64   | 3       | 3    | Mohammed Al Zaki       | Arábia Saudita                  | 1:58.96 |       |
| 65   | 1       | 1    | Ali Sadeq Alawi        | Brunei                          | 1:59.08 |       |
| 66   | 2       | 2    | Mal Gashi              | Kosovo                          | 1:59.20 |       |
| 67   | 1       | 1    | Hussein Suwaed         | Iraque                          | 1:59.69 |       |
| 68   | 2       | 5    | Issa Al-Adawi          | Omã                             | 2:00.09 |       |
| 69   | 2       | 7    | Israel Poppe           | Guam                            | 2:02.57 |       |
| 70   | 2       | 9    | Diego Aranda           | Uruguai                         | 2:02.84 |       |
| 71   | 2       | 1    | Sangay Tenzin          | Butão                           | 2:06.93 |       |
| 72   | 1       | 4    | Kyler Anthony Kihleng  | Estados Federados da Micronésia | 2:07.89 |       |
| —    | 3       | 5    | Mark Ducaj             | Albânia                         | DNS     | DNS   |
| —    | 7       | 6    | Lukas Martens          | Alemanha                        | DNS     | DNS   |

### Semifinais
As semifinais foram realizadas no dia 24 de julho com início às 21:11.
| Pos. | Bateria | Raia | Nadador             | CON            | Tempo   | Notas |
| ---- | ------- | ---- | ------------------- | -------------- | ------- | ----- |
| 1    | 2       | 5    | David Popovici      | Roménia        | 1:44.70 | Q     |
| 2    | 2       | 4    | Luke Hobson         | Estados Unidos | 1:44.87 | Q     |
| 3    | 1       | 1    | Hwang Sun-woo       | Coreia do Sul  | 1:45.07 | Q     |
| 4    | 1       | 5    | Tom Dean            | Reino Unido    | 1:45.29 | Q     |
| 5    | 1       | 4    | Matt Richards       | Reino Unido    | 1:45.40 | Q     |
| 6    | 2       | 3    | Lee Ho-joon         | Coreia do Sul  | 1:45.93 | Q     |
| 7    | 1       | 3    | Kieran Smith        | Estados Unidos | 1:45.96 | Q     |
| =8   | 1       | 2    | Felix Auböck        | Áustria        | 1:45.97 |       |
| =8   | 1       | 6    | Katsuhiro Matsumoto | Japão          | 1:45.97 |       |
| =10  | 2       | 1    | Marco De Tullio     | Itália         | 1:46.05 |       |
| =10  | 2       | 7    | Pan Zhanle          | China          | 1:46.05 |       |
| 12   | 2       | 8    | Rafael Miroslaw     | Alemanha       | 1:46.30 |       |
| 13   | 1       | 7    | Alexander Graham    | Austrália      | 1:46.61 |       |
| 14   | 1       | 8    | Antonio Djakovic    | Suíça          | 1:46.66 |       |
| 15   | 2       | 6    | Lucas Henveaux      | Bélgica        | 1:46.77 |       |
| 16   | 2       | 2    | Fernando Scheffer   | Brasil         | 1:47.35 |       |

#### Desempate
| Pos. | Raia | Nadador             | CON     | Tempo   | Notas |
| ---- | ---- | ------------------- | ------- | ------- | ----- |
| 1    | 4    | Felix Auböck        | Áustria | 1:46.30 | Q     |
| 2    | 5    | Katsuhiro Matsumoto | Japão   | 1:46.37 |       |

### Final
A final fora realizada no dia 25 de julho às 20:02.
| Pos.              | Raia | Nadador        | CON            | Tempo   | Notas            |
| ----------------- | ---- | -------------- | -------------- | ------- | ---------------- |
| Medalha de ouro   | 2    | Matt Richards  | Reino Unido    | 1:44.30 |                  |
| Medalha de prata  | 6    | Tom Dean       | Reino Unido    | 1:44.32 |                  |
| Medalha de bronze | 3    | Hwang Sun-woo  | Coreia do Sul  | 1:44.42 | Recorde nacional |
| 4                 | 4    | David Popovici | Roménia        | 1:44.90 |                  |
| 5                 | 5    | Luke Hobson    | Estados Unidos | 1:45.09 |                  |
| 6                 | 7    | Lee Ho-joon    | Coreia do Sul  | 1:46.04 |                  |
| 7                 | 1    | Kieran Smith   | Estados Unidos | 1:46.10 |                  |
| 8                 | 8    | Felix Auböck   | Áustria        | 1:46.40 |                  |

Legenda
| Recorde mundial       | Recorde mundial (World record)               |                       | Recorde africano                      | Recorde africano (African) |                                           | Q | Classificado por posição (Qualified) |
| Recorde do campeonato | Recorde do campeonato (Championship record)  | Recorde da América    | Recorde da América (Americas)         | q                          | Classificado por melhor tempo (Qualified) |   |                                      |
| Melhor marca do ano   | Melhor marca do ano (World leading)          | Recorde asiático      | Recorde asiático (Asian)              | DNS                        | Não largou (Did not start)                |   |                                      |
| Recorde nacional      | Recorde nacional (National record)           | Recorde europeu       | Recorde europeu (European)            | DNF                        | Não terminou (Did not finish)             |   |                                      |
| Recorde pessoal       | Recorde pessoal do atleta (Personal best)    | Recorde da Oceania    | Recorde da Oceania (Oceania)          | DSQ / DQ                   | Desclassificado (Disqualified)            |   |                                      |
| Recorde da temporada  | Recorde da temporada do atleta (Season best) | Recorde sul-americano | Recorde sul-americano (South America) | NM                         | Sem marca (No mark)                       |   |                                      |